# Tárkány (település)
Tárkány község Komárom-Esztergom vármegyében, a Kisbéri járásban. Hozzá tartoznak Vasdinnyepuszta és Vadasmajor településrészek is.

## Fekvése
Tárkány Komáromtól 24 km-re, Bábolnától 7 km-re délre fekszik, a Kisalföld keleti részén, a vármegye nyugati határának közelében.

### Megközelítése
Központján annak főutcájaként, észak-déli irányban a 8146-os út húzódik végig, Cséppel a 8148-as út, Bábolnával pedig a 8149-es út köti össze.
A hazai vasútvonalak közül a Székesfehérvár–Komárom-vasútvonal érinti, melynek korábban két megállóhelye is volt a területén, illetve a közvetlen közelében: Tárkány-Csép megállóhely a két falu közti út mentén, nagyjából félúton (bár ténylegesen Csép határai között), valamint Ászár-Keményítőgyár megállóhely a település déli külterületei között. Jelenleg azonban a két megállóhely egyikén sincs személyforgalom.

## Története
Egy, a település határában talált, zsugorított pózban eltemetett férfi több ezer éves sírja a mellette talált kőeszközökkel arra utal, hogy e tájon az ember már a mezolitikum idején megtelepedett. 1237-ből származó, első okleveles említését egy 1221-es keltezésű határjáró levélben találjuk, Tarcan alakban. Elnevezése egyes feltételezések szerint a tarqan, alkirály jelentésű főnévre vezethető vissza. 1275-ben a pannonhalmi apátság egyik oklevelében esik szó a faluról, majd 1327-től nemesi tulajdonosai is nyomon követhetők. 1363-ban Tárkányi Finta özvegye, Ethei Péter leánya tárkányi birtokát unokájára, Moki Gergelyre hagyta. 1492-ben Tárkányi András itteni birtokát eladta Tarch Mártonnak.
A török időkben Tárkány is pusztasággá vált, még 1672-ben is lakatlan helyként tartották számon, majd Gencsy Egyed pannonhalmi főapát vette zálogba. 1684-ben telepítették újra a falut, területére többségében református magyarok költöztek, majd 1693-ban birtokosa bérbe adta Komáromi Istvánnak. Ez időktől végig a Főapátság birtokában maradt.
Római katolikus temploma 1734-ben, református temploma pedig 1800-ban épült.
A településhez több puszta is tartozott, pl.: Major, Mihályháza, Ölbő, Parragh és Vasdinnyepuszták.
1945-ig Komárom vármegye Gesztesi járásához tartozott.
A második világháború után, 1959-től termelőszövetkezet működik a községben, mely az 1989-es rendszerváltás után átalakult és ma is nyereségesen gazdálkodik. Az itt élők számára napjainkban is főként a mezőgazdaság nyújt megélhetési forrást.

### Ölbő
Először 1171-ben említették Elbeo alakban, személynévként. Első birtokosaként Opuch (Apoch) szerepelt, majd csere folytán a Zách és Jáki, a későbbiekben a Vasdinnyei Vass családé lett. 1517-ben Vass Mátyás és Csepy Józsa kapott rá új adományt, s a főapát is a maga részét Tarcsi Albertnek zálogosította el, majd 1693-ban a zálogból visszaváltotta, s Komáromi Istvánnak adta bérbe.
A törökök Ölbőt is lerombolták, megmaradt lakosai új helyre, a mostani község helyére telepedtek.
Ölbő templomának romjai még a múlt század  elején is láthatóak voltak.

### Vasdinnye-puszta
Vasdinnye-puszta is népes hely volt. Már Szent László összeírásában is említették Dinna, Digna módon írva nevét.
Vasdinnye elnevezését a Dinnyei Vas családtól vette, melynek már 1435-ben birtokaként említették, ekkor már állt Szent Márton tiszteletére épült temploma is.
A törökök Vasdinnyét is elpusztították, azonban a pusztítást kiheverte, határában két puszta alakult ki, mely később Vasdinnye néven egyesült.
1616-tól 1755-ig több birtokosa is volt, ekkor az egész birtok Batthyány Lajos nádor kezére került.
A Batthyányaktól később a kincstár vette meg, s a ménesbirtok uradalmaihoz csatolták.

## Közélete

### Polgármesterei
- 1990–1994: Marosvári István (független)[3]
- 1994–1998: Futó Lajos (független)[4]
- 1998–2002: Futó Lajos (független)[5]
- 2002–2006: Futó Lajos (független)[6]
- 2006–2010: Futó Lajos Sándor (független)[7]
- 2010–2011: Földes Kálmán (független)[8]
- 2011–2012: Földes Kálmán (független)[9]
- 2012–2014: Mészáros Tamásné (független)[10]
- 2014–2019: Mészáros Tamásné (független)[11]
- 2019–2024: Major Lászlóné (független)[12]
- 2024– : Lakatos László (független)[1]

A településen a 2010–2014 közti önkormányzati ciklusban kétszer is időközi polgármester-választást (és egyúttal képviselő-testületi választást) kellett tartani, 2011. augusztus 21-én és 2012. november 25-én, mindkét esetben az előző képviselő-testület önfeloszlatása miatt. A hivatalban lévő polgármester mindkettőn elindult, de csak a 2011-es időközin sikerült is megerősítenie a pozícióját; 2012 őszén ugyanő három jelölt közül mindössze az utolsó helyet érte el.

## Népesség
A település népességének változása:
| Lakosok száma | 1518 | 1487 | 1444 | 1373 | 1428 | 1413 | 1409 |
|               | 2013 | 2014 | 2015 | 2021 | 2022 | 2023 | 2024 |

A 2011-es népszámlálás során a lakosok 91%-a magyarnak, 8,3% cigánynak, 0,3% németnek, 0,2% románnak mondta magát (8,9% nem nyilatkozott; a kettős identitások miatt a végösszeg nagyobb lehet 100%-nál). A vallási megoszlás a következő volt: római katolikus 55,4%, református 9,4%, evangélikus 0,3%, görögkatolikus 0,1%, felekezeten kívüli 11% (23,4% nem nyilatkozott).
2022-ben a lakosság 91,9%-a vallotta magát magyarnak, 6,3% cigánynak, 0,1-0,1% németnek, bolgárnak, románnak és szlováknak, 1,4% egyéb, nem hazai nemzetiségűnek (8,1% nem nyilatkozott; a kettős identitások miatt a végösszeg nagyobb lehet 100%-nál). Vallásuk szerint 44% volt római katolikus, 8,8% református, 0,4% görög katolikus, 0,2% evangélikus, 0,2% egyéb keresztény, 1,3% egyéb katolikus, 19,1% felekezeten kívüli (26% nem válaszolt).

## Nevezetességei
- 1775-ben épült fel copf stílusban a műemlék római katolikus plébániaház.[17]
- Római katolikus temploma 1790-ben épült, késő barokk stílusban.
- A község református templomát 1790-ben építették.

## Itt születtek
- Wallenstein Zoltán (1898. február 19.[18] – Budapest, 1944. szeptember 24.)[19] komáromi, majd pécsi főrabbi, bölcsészdoktor, teológiai író.
- Szinek Izidor (1869–1925), bencés szerzetes, teológus, Biblia-fordító.